# Etchinghill
Etchinghill är en ort i grevskapet Kent i sydöstra England. Orten ligger i distriktet Folkestone and Hythe och civil parishen Lyminge, cirka 7 kilometer nordväst om Folkestone. Tätorten (built-up area) hade 622 invånare vid folkräkningen år 2021.